# Johann Hinrich Wichern

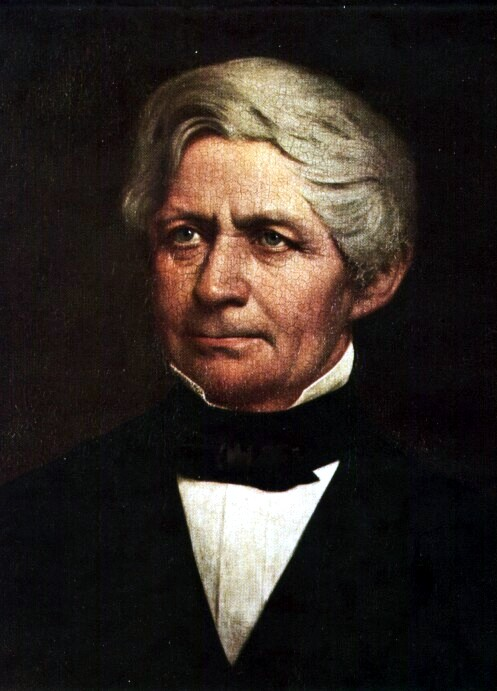
Johann Hinrich Wichern

Johann Hinrich Wichern (* 21. April 1808 in Hamburg; † 7. April 1881 ebenda) war ein deutscher Theologe, Sozialpädagoge und Gefängnisreformer. Er gründete das Rauhe Haus in Hamburg und gilt als Begründer der Inneren Mission der evangelischen Kirche, als einer der Väter der deutschen Rettungshausbewegung sowie als Erfinder des Adventskranzes.

## Leben

### Familiärer Hintergrund und Schulzeit
Johann Hinrich Wichern war das älteste von sieben Kindern der Eheleute Johann Hinrich Wichern sen. und Caroline Maria Elisabeth geb. Wittstock. Er verbrachte seine Kindheit in „einfachen, aber aufstiegsorientierten Verhältnissen“ (Jochen-Christoph Kaiser). Sein Vater konnte wegen einer Erkrankung nicht als Böttcher arbeiten und ging wechselnden Beschäftigungen nach, unter anderem als Lohnkutscher. Schließlich wurde er Schreiber bei einem Notar und 1806 selbst zum Notar angenommen, wozu in Hamburg kein Studium erforderlich war. Der älteste Sohn sollte den familiären Aufstieg fortsetzen und erhielt Privatunterricht, bis er als Zehnjähriger in das Johanneum, ein renommiertes Hamburger Gymnasium, eintrat.
Der frühe Tod des 47-jährigen Vaters 1823 bedeutete einen Bruch in der Biografie, denn der Fünfzehnjährige verlor mit ihm seine wichtigste Bezugsperson. Die Familie musste 1825 ihre Wohnung in der Kurzen Straße aufgeben und zog in die Kurze Twiete 23, wo die Mutter Zimmer vermietete und einen kleinen Handel mit Wollwaren betrieb. Sohn Johann Hinrich musste das Gymnasium ohne Abschluss verlassen, um zum Lebensunterhalt der Familie beizutragen. Er erteilte Klavierstunden und arbeitete später auch als Hilfslehrer. Im Konfirmandenunterricht lernte Wichern die Frömmigkeit der Erweckungsbewegung kennen, die ihn fortan prägte. Der Rektor des Johanneums Johann Gottfried Gurlitt war in Hamburg ein prominenter Vertreter des Rationalismus; Wichern wahrte zu ihm Distanz. Persönlichkeiten der Erweckungsbewegung beeinflussten dagegen den jugendlichen Wichern: sein Konfirmator Otto Wolters, der Pastor von Hamburg-St. Georg Johann Wilhelm Rautenberg, der Senatssyndikus Karl Sieveking und die Philanthropin Amalie Sieveking; letztere finanzierte Wicherns weiteren Schulbesuch bis zum Abitur.
Bei einem Besuch im Lauenburgischen veranlasste Pastor Johannes Claudius den jugendlichen Wichern, eine Nachschrift der Vorlesungen seines Rektors Gurlitt anzufertigen und sie dem Senator Martin Hieronymus Hudtwalcker, einem führenden Vertreter der Erweckungsbewegung in Hamburg und entschiedenen Gegner Gurlitts, zu übergeben. „Sein auf so eigenartige Weise zustande gekommener Kontakt zu Hudtwalcker riß nicht wieder ab.“

### Studium

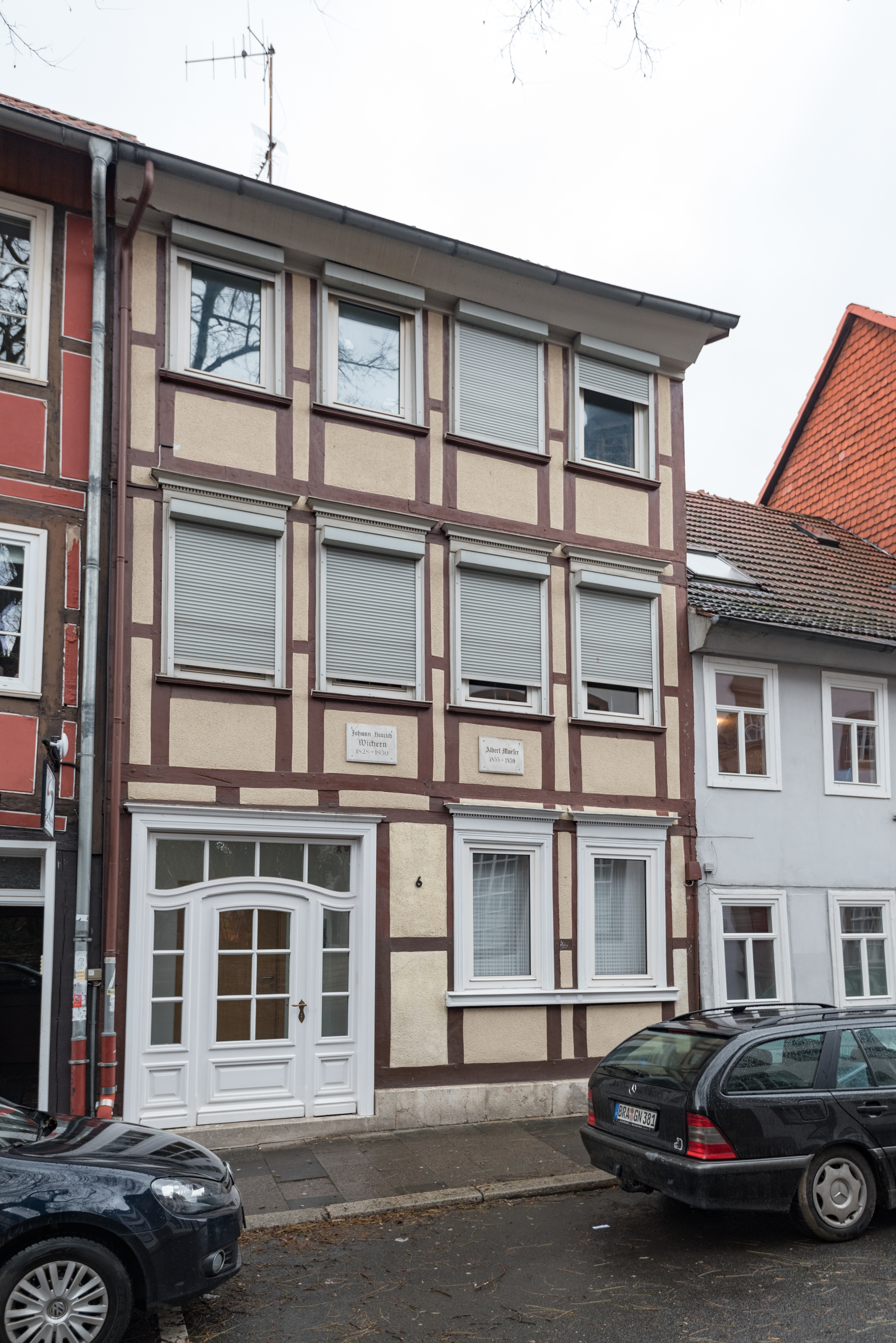
Wicherns Göttinger Studentenwohnung, Untere Karspüle 6, mit Gedenktafel

Ein Stipendium, das von Freunden aus den erwecklichen Kreisen Hamburgs finanziert wurde, und eine jährliche Rente durch Amalie Sieveking ermöglichten Wichern die Aufnahme des Theologiestudiums. Er immatrikulierte sich am 22. Oktober 1828 an der Universität Göttingen. Der Neutestamentler Friedrich Lücke, ein Vertreter der Vermittlungstheologie, wurde dort sein wichtigster akademischer Lehrer.
Im Jahr 1831 wechselte Wichern nach Berlin. Hier lehrten Schleiermacher und Hegel, aber Wichern zog vor allem der Kirchengeschichtler August Neander an. Außerhalb der Universität bewegte sich Wichern in erweckten Kreisen und empfing dort Impulse, die in seiner späteren sozial-karitativen Arbeit fruchtbar wurden: Hans Ernst von Kottwitz hatte am Alexanderplatz für arbeitslose Handwerker eine „Freiwillige Beschäftigungsanstalt“ gegründet. Nikolaus Heinrich Julius hatte eine Arbeit über die Reformen im Gefängniswesen verfasst.
Wichern kehrte im Herbst 1831 nach Hamburg zurück, um sich auf sein Examen vorzubereiten. Seinen Unterhalt verdiente er durch Privatstunden und als Lehrer an der Freischule (Armenschule) der Hauptkirche St. Nikolai. Worin Wichern die Lösung für das Armutsproblem sah, geht bereits aus seiner ersten Veröffentlichung hervor: Der Hamburger Advokat und Kriminalrichter Carl Wilhelm Asher hatte angeregt, zu den Gründungsgedanken der Hamburger Allgemeinen Armenanstalt zurückzukehren und den Armen Arbeitsmöglichkeiten zu schaffen. In einer Rezension von Ashers Schrift, die am 21. Januar 1832 im Bergedorfer Boten abgedruckt wurde, erklärte Wichern, dass die Armut nur bekämpft werden könne, wenn man ihre Hauptursache beseitige, das „Sittenverderben des Volks“, eine Konsequenz aus dem um sich greifenden „gottlosen Unglauben“.

### Wicherns Rettungsdorf in Hamburg-Horn

#### Hamburgs wahres und geheimes Volksleben
Am 6. April 1832 legte Wichern vor dem Hamburger Geistlichen Ministerium das Erste Kirchliche Examen ab. Er hatte aber keine Aussicht auf eine Pfarrstelle, da er auf Platz 30 der Warteliste stand. So blieb er bis zu seiner Übernahme in den preußischen Staatsdienst (1857) Kandidat der Theologie. Johann Wilhelm Rautenberg, Pastor in Hamburg-St. Georg, lud Wichern ein, ehrenamtlich die neu eingerichtete Sonntagsschule zu leiten. Am 24. Juni 1832 trat Wichern dieses Amt an und begann, die Familien der Sonntagsschulkinder zuhause zu besuchen. In den Quartieren, die die Allgemeine Armenanstalt am Dammtorwall und in St. Georg hatte bauen lassen, lernte er das „Massenelend des vormärzlichen Pauperismus“ kennen. Er fertigte Protokolle an, wobei er in Kontenbüchern die familiären und gesundheitlichen Zustände der Kinder vermerkte. Meist interpretierte Wichern seine Beobachtungen mit Hilfe der dominierenden Kausalkette Unglaube – Sittenlosigkeit – Familienzerstörung, alternativ gelegentlich auch Armut – Entsittlichung – Gottlosigkeit. Seine Notizen veröffentlichte er 1832/1833 unter dem Titel Hamburgs wahres und geheimes Volksleben.

#### Gründung des Rauhen Hauses

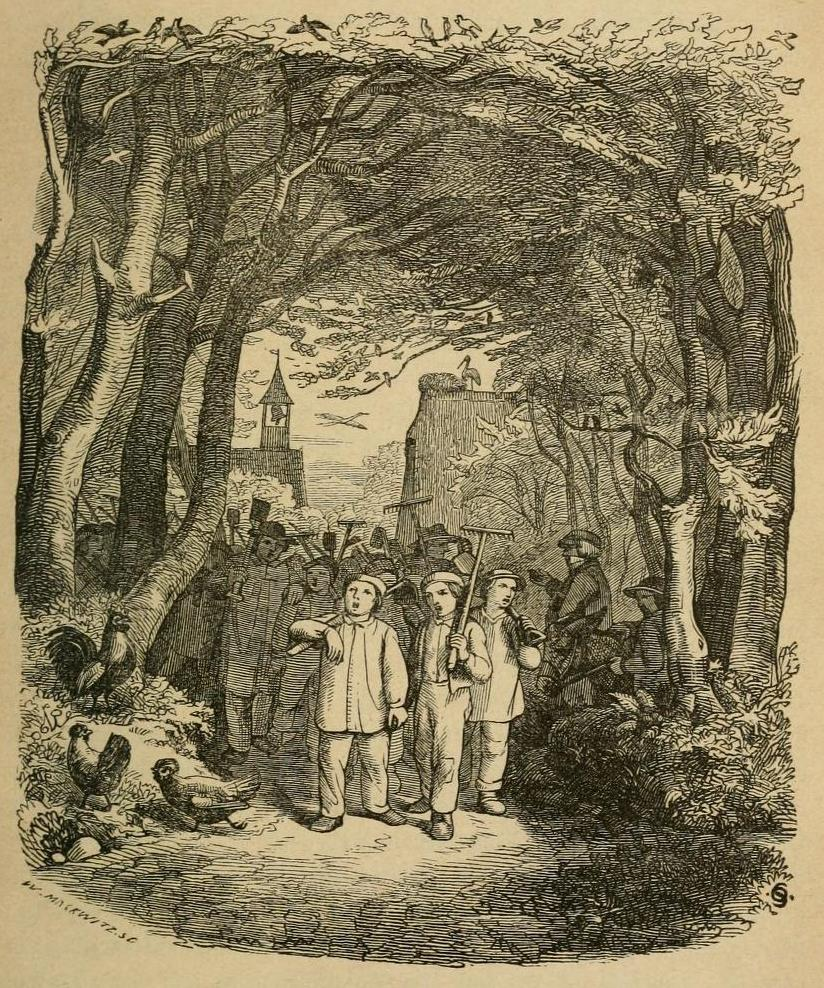
Idealisierte Darstellung von Knabenfamilien des Rauhen Hauses, die begleitet von ihren Brüdern singend zur Gartenarbeit ausziehen (1883)

Am 8. Oktober 1832 tagte der Besuchsverein von St. Georg und besprach die Gründung eines Rettungshauses für arme Hamburger Kinder. Wichern war einer der Anwesenden. Die Vereinsmitglieder suchten fortan nach Möglichkeiten, Kapital aufzubringen und ein Haus und Grundstück zu erwerben. Da fügte es sich, dass eine Spende für die geplante milde Stiftung einging. Diese musste nach hamburgischem Recht von einem Mann öffentlich quittiert werden, der für die korrekte Verwendung des Geldes bürgte. Senator Hudtwalcker wurde deshalb angesprochen und erfuhr so von dem Projekt aus St. Georg. Als Testamentsvollstrecker konnte Hudtwalcker über die bedeutende Summe von 17.500 M verfügen, die zum Bau einer Erziehungsanstalt nach Vorbild der „Anstalt zur Erziehung sittlich verwahrloster Kinder“ in Berlin (David Traugott Kopf) bestimmt war. Senatssyndicus Karl Sieveking bot Wichern am 28. April 1833 schriftlich eine Immobilie zur Miete an: die strohgedeckte, recht baufällige Kate Rauhes Haus in der Landherrenschaft Hamm und Horn. Am 12. September 1833 konstituierte sich im Auktionssaal der Hamburger Börsenhalle in der Bohnenstraße der Trägerverein, und Wichern stellte vor großem Publikum sein Projekt vor:
- das Modell der Kinderfamilie;
- freie Entfaltung des Individuums verbunden mit Gemeinschaftsbewußtsein;
- Erziehung durch Arbeit und zur Arbeit;
- das alles im Geist des Evangeliums.

Dass sich Wichern mit einer programmatischen Rede an die Öffentlichkeit wandte, zeigt, dass er auf private Sponsoren setzte. Ausdrücklich verzichtete er auf staatliche Hilfen. So blieb er unabhängig von ordnungspolitischen Vorgaben der Stadt Hamburg.

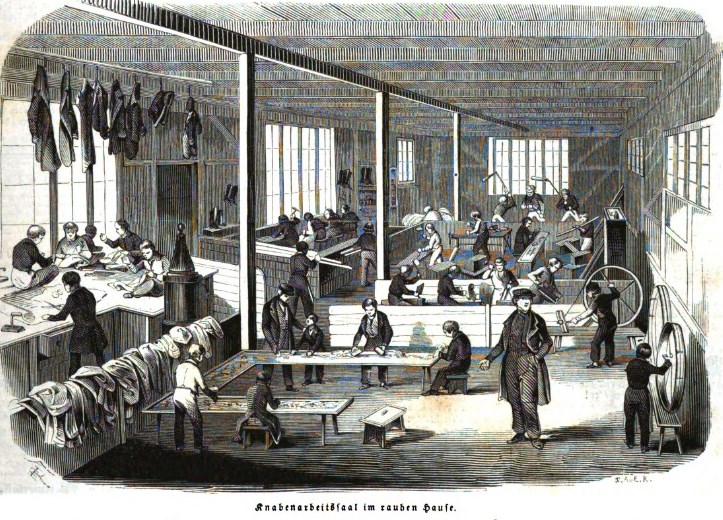
Arbeit im Haus Goldener Boden (1846)

Am 31. Oktober zog Wichern mit seiner Mutter und seiner Schwester in das Rauhe Haus ein. Bereits zum Jahresende 1833 hatte Wichern zwölf Jungen in die Hausgemeinschaft aufgenommen. Die Zahl der Jungen wuchs, sodass neue Gebäude errichtet werden mussten. Die Kinder lebten in familienähnlichen Strukturen zusammen, jeweils zehn bis zwölf Jungen mit einem Betreuer.
Anfangs wollte Wichern die Jungen des Rauhen Hauses nur auf eine spätere Arbeit in der Landwirtschaft vorbereiten, aber bald war der zünftige Handwerker das Erziehungsziel. Das Rauhe Haus stellte vielfältige Arbeitsangebote bereit. Daher war es möglich, auf individuelle Neigungen der Jungen einzugehen, wie eine Illustration von 1846 zeigt: Die Jungen werden von Handwerksmeistern unterrichtet, die einzelnen Bereiche sind durch Bretterwände abgeteilt. Im Vordergrund sieht man die Jungen beim Wollekämmen und Spinnen, dahinter Drechseln und Tischlern, links unter den hohen Fenstern befinden sich eine Schneider- und eine Schusterwerkstatt. Später wurde auch eine Ausbildung zum Matrosen vermittelt.

#### Brüderanstalt
An der Qualifikation der Betreuer (Erziehungsgehilfen), die er im Rauhen Haus einsetzte, war Wichern schon früh interessiert. Er orientierte sich dabei unter anderem an der Armenschullehreranstalt, die Christian Heinrich Zeller 1820 in Beuggen gegründet hatte. Der Vorstand des Rauhen Hauses erkannte den Wert einer pädagogischen Ausbildung allerdings nicht, sondern schlug vor, die Gehilfen unter den Chausseearbeitern zu rekrutieren. Erst im März 1844 wurde die Brüderanstalt des Rauhen Hauses offiziell begründet, nachdem eine vergleichbare Ausbildung zuvor als Gehilfeninstitut bezeichnet wurde. Den Wechsel der Bezeichnung von „Gehilfen“ zu „Brüdern“ begründete Wichern später (1868) damit, dass „Gehilfen“ die falsche Assoziation erwecke, als seien diese nicht zu eigenverantwortlicher Arbeit fähig. Die Bezeichnung „Diakone“ lehnte Wichern ab.
Als Gehilfen konnten sich junge, gesunde, christlich gesinnte Männer melden, die eine Ausbildung im Handwerk oder in der Landwirtschaft abgeschlossen hatten und bereit waren, gegen freie Kost und Logis die Jungen des Rauhen Hauses zu unterrichten. Zusätzlich bot ihnen das Rauhe Haus eine Qualifikation für eine spätere Berufstätigkeit als Volks- oder Landschullehrer an.
Während der Verwaltungsrat des Rauhen Hauses in diesem Rettungshaus vor allem eine Einrichtung zugunsten der Stadt Hamburg sah, sollte sie nach Wicherns Überzeugung weit darüber hinaus ausstrahlen. Dazu diente ihm besonders die Brüderanstalt, in der Wichern viele junge Nicht-Hamburger ausbildete, die anschließend in Aufgabenfeldern deutschlandweit und darüber hinaus tätig wurden, die Wichern ihnen erschloss: als Gefängnisaufseher, Lehrer in Armenschulen, Katecheten, Missionare und Krankenpfleger.

#### Mädchenanstalt

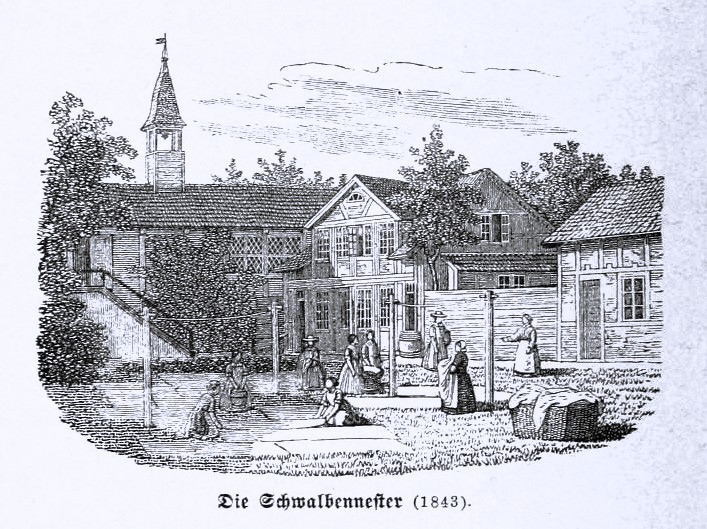
Mädchenfamilie beim Bleichen der Wäsche; ihr Arbeitsbereich ist durch eine Bretterwand abgetrennt

Ab 1835 wurden auch Mädchen im Rauhen Haus aufgenommen. Die Mädchenfamilie, welche in der Kate wohnte, leitete Wicherns Schwester Theresa. Nach Ankunft der Mädchen galt auf dem Gelände des Rauhen Hauses eine strikte Geschlechtertrennung. Wichern engagierte sich, was die Jungen betraf, für unterschiedliche Arbeitsangebote und Ausbildungsmöglichkeiten in Landwirtschaft, Handwerk und Seefahrt, Spielmöglichkeiten und berufliche Qualifikation der Erziehungsgehilfen. Die Mädchen dagegen wurden ausschließlich auf eine spätere Tätigkeit als Dienstboten vorbereitet. Die gesamte Hauswirtschaft des Rauhen Hauses wurde von der Mädchengruppe geleistet. Wichern erkannte, dass das hohe Arbeitspensum der Mädchen ihrer persönlichen Entwicklung schadete. Aber er unternahm nichts, um ihre Situation zu verbessern.

### Ehe und Reisetätigkeit
Am 29. Oktober 1835 heiratete Johann Hinrich Wichern Amanda Böhme (1810–1888), die Tochter eines Brandversicherungsdirektors. Er hatte die damals 22-jährige im Helferkreis von Rautenbergs Sonntagsschule kennengelernt. Rautenberg vollzog auch die Trauung, bei der alle Kinder und viele Freunde des Rauhen Hauses zugegen waren. Die Eheleute hatten neun Kinder, von denen eines früh starb.
Die Ehe war dadurch gekennzeichnet, dass Wichern ab 1837 eine immer ausgedehntere Reisetätigkeit entwickelte. Zunächst ging es darum, das Rauhe Haus in Norddeutschland bekannt zu machen und Spenden einzuwerben. Ab 1848 war Wichern als Netzwerker und Organisator der Inneren Mission unterwegs. Unterdessen war Amanda Wichern im Rauhen Haus die Ansprechpartnerin für praktische Fragen und Probleme. Aus dieser Konstellation ergab sich ein umfangreicher, aber asymmetrischer Briefwechsel: Während Amanda Wichern stets nur an ihren Mann schrieb, waren die meisten seiner Briefe an die Ehefrau so gehalten, dass sie unter Mitarbeitern und Freunden in Hamburg herumgereicht werden konnten. Einige Briefe waren exklusiv für Amanda bestimmt.
Amanda Wicherns Eigenständigkeit neben Johann Hinrich wird erst seit der Publikation der Privatbriefe (2023) erkennbar: „Sie ist für ihren Mann eine unentbehrliche Gesprächspartnerin. Als Gastgeberin für Besucher:innen gewinnt sie – insbesondere während ihr Mann auf Reisen ist – spezifische Bedeutung. Ohne sie wären Wicherns Wirken insgesamt und seine Reisetätigkeit im Besonderen schlechterdings nicht möglich gewesen.“

### Wittenberger Kirchentag 1848
Wichern prägte 1836 den Begriff „Innere Mission“, bevorzugte zunächst aber die Bezeichnung „Inländische Mission“. Gemeint war die Mission unter Menschen, die im Kontext der Staatskirche die Kindertaufe empfangen hatten. Ab 1843 sprach Wichern konsequent nur noch von „Innerer Mission“, die er in besonderer Weise als seine Aufgabe verstand. Theologisch griff er auf das reformatorische Konzept des Priestertums aller Gläubigen zurück und nutzte die neuen Möglichkeiten des Vereinswesens, um seine Projekte umzusetzen.
Für den Frühkommunismus Wilhelm Weitlings hatte Wichern durchaus Verständnis gehabt, aber auf die Revolution von 1848, die er als „Wendepunkt der Weltgeschichte“ interpretierte, regierte Wichern mit der fortan vertretenen antikommunistischen und antirevolutionären Frontstellung. Für die Kirche bedeute die Revolutionszeit die Chance zur Regeneration und die Verantwortung zur Kooperation mit dem Staat.
Zum Wittenberger Kirchentag kamen vom 21. bis 24. September 1848 rund 500 Teilnehmer in der dortigen Schlosskirche zusammen, um über die Vereinigung der Landeskirchen zu einem Kirchenbund zu beraten: „die bedeutendsten Persönlichkeiten der meisten deutschen evangelischen Landeskirchen, Kirchenmänner, Universitätslehrer und kirchlich rege, einflußreiche Männer aus andern Ständen, vor allem hohe Beamte und adlige Gutsbesitzer.“ Der Kirchenbund ließ sich nicht realisieren. Aber Wichern gab der Versammlung eine neue Ausrichtung. Er war angereist in der Erwartung, dort die Innere Mission auf die Tagesordnung setzen zu können, und erhielt am zweiten Verhandlungstag das Wort. Im ersten Teil seiner mehr als einstündigen Stegreifrede skizzierte er die Situation der von der Kirche verlassenen Unterschichten, die sich dem Kommunismus und Atheismus zugewandt hätten. Umsturz und Revolution seien die Folgen. Im zweiten Teil schilderte er seinem Publikum die fruchtbare Arbeit christlicher Vereine zur Armenhilfe, zur Unterstützung von Rettungshäusern und zur Verbreitung religiöser Traktate. Die Kirche müsse die Arbeit der Inneren Mission zu ihrer eigenen Sache machen, nach dem Motto: „Die Liebe gehört mir wie der Glaube.“ Wicherns lebendiger und ungemein materialreicher Vortrag überforderte den Protokollanten und begeisterte sein Publikum; aus Wicherns Sicht war dies seine persönliche Sternstunde.
Am Folgetag schlug Moritz August von Bethmann-Hollweg die Gründung eines Koordinierungsgremiums vor. Provisorisch gründete sich der Centralausschuss für die Innere Mission der deutschen evangelischen Kirche im November. Formal wurde seine Gründung im Januar 1849 abgeschlossen. Die Fliegenden Blätter aus dem Rauhen Hause, die Wichern schon seit 1844 herausgab, wurden nun zum Organ des Zentralausschusses.
Es war für Wichern unmöglich, gleichzeitig dem Rauhen Haus vorzustehen und die Organisation der inneren Mission voranzutreiben. Ein norddeutscher Reeder (wahrscheinlich Carl Vietor aus Bremen) unterstützte ihn finanziell, so dass Wichern zunächst für 13 Monate bzw. bis zum Ende des Jahres 1849 auf sein Gehalt vom Rauhen Haus verzichtete und seine ganze Arbeitskraft für die Innere Mission einsetzte. Unterbrochen von „Reisen, Vorträgen, Sitzungen, Anstaltsarbeit und Korrespondenzen“ arbeitet Wichern seine Stegreifrede zu einer Denkschrift an die deutsche Nation unter dem Titel Die innere Mission der deutschen evangelischen Kirche aus. Das Manuskript schloss er im April 1849 ab. Die Agentur des Rauhen Hauses druckte die Denkschrift 1849 in zwei Auflagen und insgesamt 5000 Exemplaren; sie war Wicherns bekanntestes Werk. Während innerhalb der Amtskirche Vorbehalte gegen Wicherns Programmschrift geäußert wurden, verlieh ihm die Universität Halle 1851 den theologischen Ehrendoktor wegen seiner zeitgemäßen Erneuerung der Diakonie „unter dem Namen der Inneren Mission.“

### Gefängnisreform

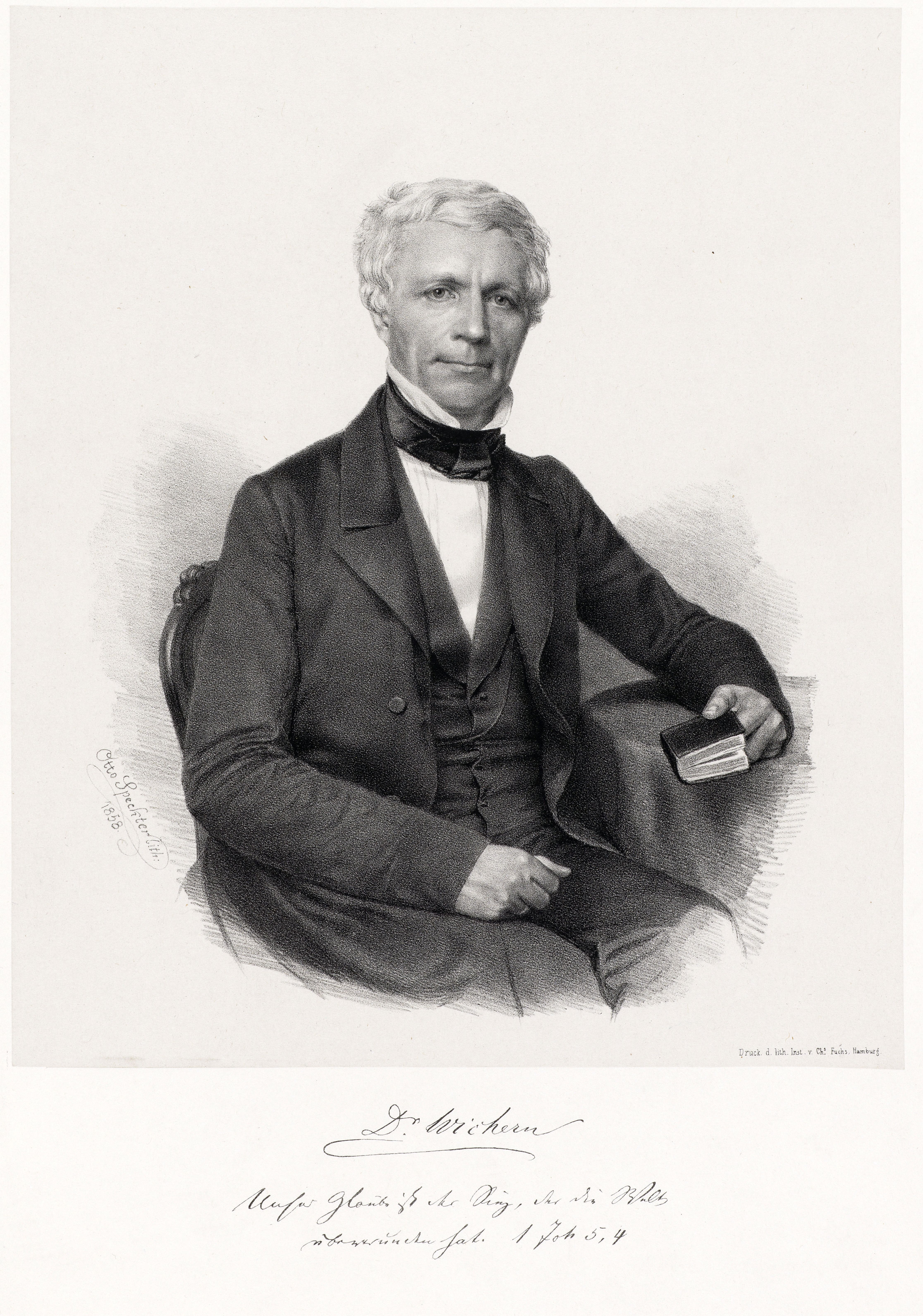
Johann Hinrich Wichern, Lithografie von Otto Speckter, 1858

Kontakte zwischen dem preußischen König Friedrich Wilhelm IV. bzw. seiner Regierung und Wichern hatte es seit 1844 mehrfach gegeben, da Preußen die Ausbildung von Brüdern des Rauhen Hauses zu Gefängniswärtern finanziell förderte. Der König plante, das preußische Gefängniswesen nach angelsächsischem Vorbild im Sinne der Einzelhaft zu reformieren, ausgehend vom Preußischen Mustergefängnis Moabit, das als Einzelzellenanstalt erbaut worden war. Wichern befürwortete die Einzelhaft, nicht im Sinne einer Isolationshaft, sondern um die Gemeinschaft der Häftlinge untereinander durch die Gemeinschaft des einzelnen Häftlings mit dem Gefängnispersonal zu ersetzen, das positiv auf ihn einwirken sollte. Im Auftrag der preußischen Regierung besichtigte Wichern 1852 und 1853 auf drei großen Inspektionsreisen die preußischen Gefängnisse. Zwischen 1854 und 1856 gehörte er zwei Kommissionen zur Reorganisation der Haftanstalt Moabit an. Wichern setzte durch, dass Brüder des Rauhen Hauses mit der „Gefangenenpflege“ beauftragt wurden. Die erste Gruppe von Brüdern trat 1856 in Berlin ihren Dienst an.
Am 11. Januar 1857 trat Wichern als Vortragender Rat mit dem Dezernat für das Armen- und Gefängniswesen im Ministerium des Innern in den preußischen Staatsdienst ein. Im selben Jahr wurde er als Oberkonsistorialrat Mitglied des altpreußischen Evangelischen Oberkirchenrates Berlin. 1858 gründete er das Brüderhaus Johannesstift nicht zuletzt zur Ausbildung von Gefangenenaufsehern.
Weil die Einzelhaft ohne gesetzliche Grundlage eingeführt worden war, wurde sie ebenso wie die Beauftragung von Brüdern des Rauhen Hauses mit dem Aufseherdienst in der Öffentlichkeit und im Abgeordnetenhaus stark kritisiert. Vor allem die Vermengung staatlicher und religiöser Aufgaben und Loyalitäten sprachen aus Sicht der Kritiker gegen den Gefängnisdienst der Brüder. Das preußische Abgeordnetenhaus beschloss am 2. Oktober 1862 mit knapper Mehrheit, den Vertrag mit dem Kuratorium der Brüderanstalt zur Ausbildung preußischer Gefängniswärter nicht zu verlängern. Wichern behielt jedoch die Leitung des preußischen Strafvollzugs des Innenministeriums, bis ihn Schlaganfälle 1873 zur Aufgabe zwangen. Er wurde am 9. November 1874 offiziell aus seinem Amt entlassen.

### Felddiakonie
Während der Einigungskriege, des Deutsch-Dänischen Kriegs (1864), des Deutschen Kriegs (1866) und des Deutsch-Französischen Kriegs (1870–1871), kümmerte sich Wichern um die Auswahl und Ausbildung von Felddiakonen. Im Deutsch-Französischen Krieg gelang es Johann Hinrich Wichern durchzusetzen, dass die ausschließlich männlichen Felddiakone erstmals das Schutz- und Erkennungssymbol des Roten Kreuzes tragen durften.

### Letzte Jahre

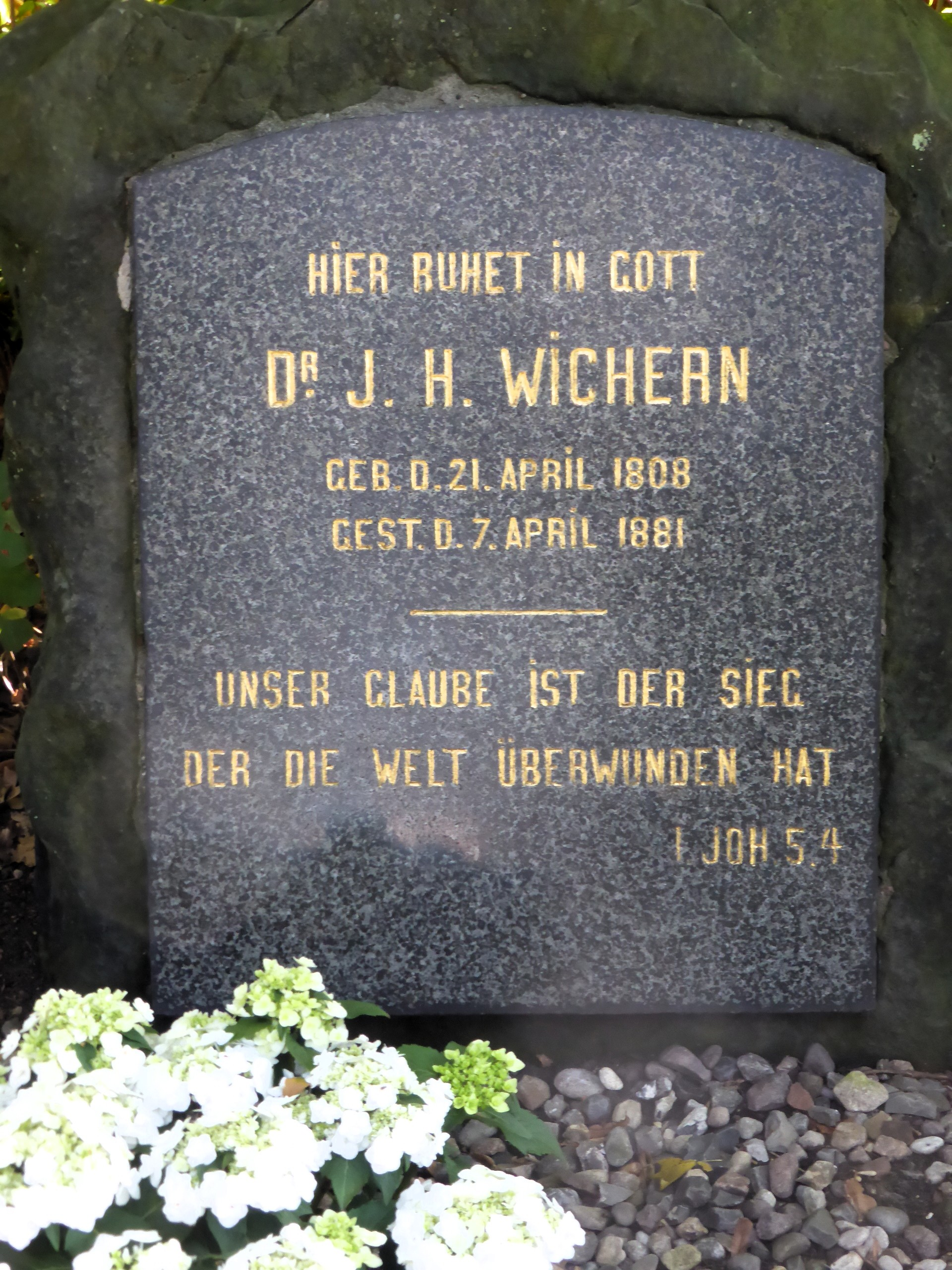
Grabstein mit Wahlspruch Johann Hinrich Wicherns auf dem Alten Hammer Friedhof (2019)

Auf der sogenannten Oktoberversammlung der Inneren Mission 1871 hielt Wichern einen der Hauptvorträge (Die Mitarbeit der evangelischen Kirche an den sozialen Aufgaben der Gegenwart). Frei und lebendig vorzutragen war immer seine Stärke gewesen. Nach dem ersten Schlaganfall war er dazu nicht mehr imstande und las ein umfangreiches Manuskript vor. Das Publikum langweilte sich, und Wichern empfand dies als „eine von Gott ihm auferlegte Demütigung.“
Während einer Kur nach dem zweiten Schlaganfall 1871 fasste Wichern den Entschluss, mittelfristig seinen Sohn Johannes mit der Leitung des Rauhen Hauses zu beauftragen. Er zwang seinen langjährigen Mitarbeiter Rhiem durch einen vom Zaun gebrochenen Streit zur Kündigung. Wichern missbilligte die Entwicklung von der Rettungsanstalt zur Schulstadt, die das Rauhe Haus unter Rhiems Leitung genommen hatte. Er plante, unterstützt von seinem engen Vertrauten Jasper von Oertzen, die Leitung des Rauhen Hauses zunächst selbst zu übernehmen und es zu seiner ursprünglichen Bestimmung zurückzuführen. Ab Mai 1872 nahm er diese Aufgaben zunächst mit großer Energie wahr, verfiel aber zum Jahresende hin immer mehr in Apathie. Am 1. April 1873 übernahm Johannes Wichern die Leitung des Rauhen Hauses.
Wicherns Mitarbeiter litten unter seiner zunehmenden Unberechenbarkeit; nur wenige wussten aber, dass er an Enzephalomalazie („Gehirnerweichung“) litt. Nach dem dritten Schlaganfall in der Nacht auf den 5. April 1874 verschlechterte sich sein körperlicher und geistiger Zustand zusehends; im Frühjahr 1880 verlor er das Sprachvermögen. „Die letzten Monate waren verhältnismäßig ruhig. Apathisch saß er in seinem Lehnstuhl und fragte nach niemand mehr.“
Am 7. April 1881 starb Wichern und wurde im Rauhen Haus aufgebahrt. Eine große Trauergemeinde, darunter Vertreter der preußischen Regierung, nahm vier Tage später an Wicherns Beerdigung auf dem Hammer Friedhof teil.

## Werk

### Erziehungskonzept
Johann Hinrich Wichern sah den Menschen als ein von Gott geschaffenes Geschöpf an. Jedes Kind sei etwas Einzigartiges, so dass ihm eine individuelle Pflege und Behandlung zustehe. Der Mensch habe die Fähigkeit, sich zum „Guten“ zu entscheiden oder aber seine Neigungen zum „Bösen“ auszuleben. Da der Mensch von Wichern als ebendiese freie Persönlichkeit gesehen wurde, wurden die Kinder und Jugendlichen in Freiheit erzogen. Die Erlösung zum „Guten“ kann nach Wichern nur durch den christlichen Glauben geschehen.

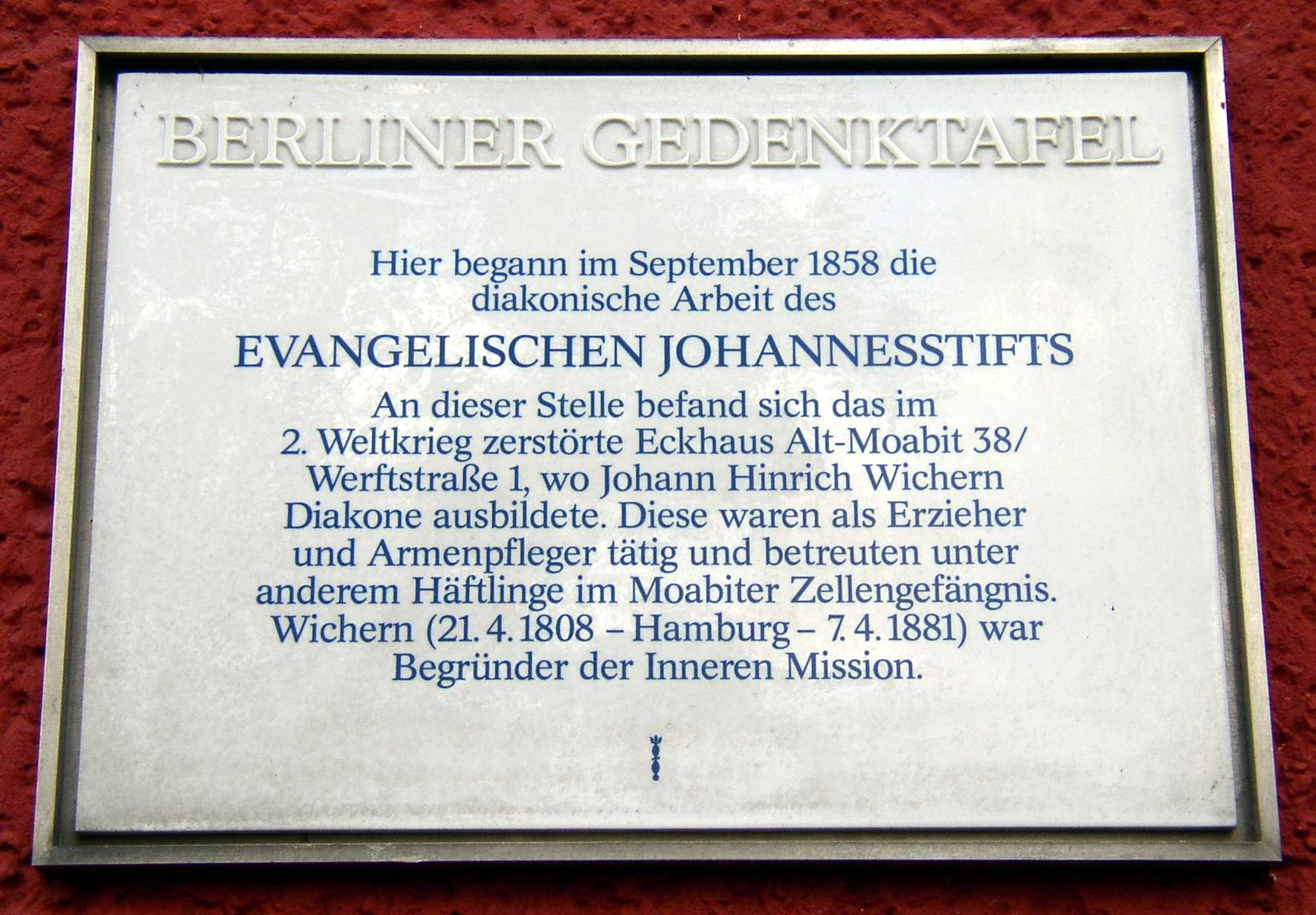
Berliner Gedenktafel in Berlin-Moabit

Der genaue Inhalt und die Bedeutung dieses „Guten“ des christlichen Glaubens, wie Wichern ihn verstand, wird explizit bei einer näheren Betrachtung seines Erziehungskonzepts. Entscheidend hierfür ist die theologische Entwicklung Wicherns, diese war geprägt von einem „Wiedergeburtserlebnis“, das ihn zu einem überzeugten Vertreter der gerade erstarkenden evangelischen Erweckungsbewegung machte. Dieses Erlebnis wurde zu einem bestimmenden Moment seiner Erziehungskonzeption und eben derer Inhalte. Denn immer ging es Wichern, und hier unterschied er sich zumindest auf der sprachlichen Ebene nicht von August Hermann Francke, darum, den gottfernen Eigenwillen – die „verderbte Natur“, den „alten Adam“ – in den Kindern und Jugendlichen zu brechen und sie einem neuen Leben zuzuführen. 

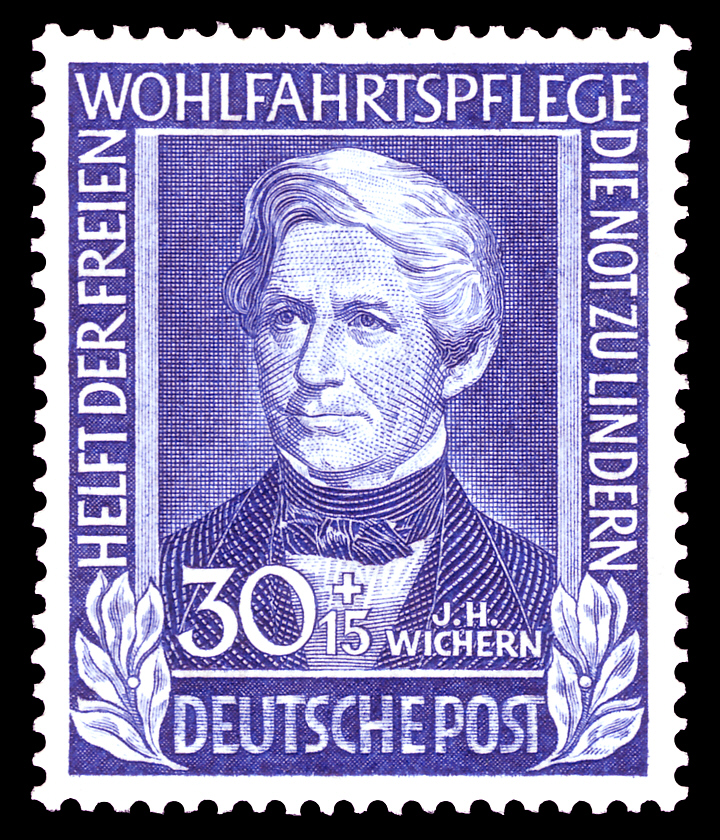
Briefmarke des Jahrgangs 1949 der Deutschen Post

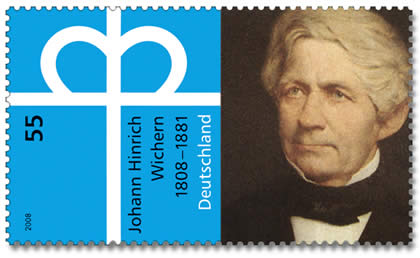
Briefmarke zum 200. Geburtstag

Wichern war überzeugt, dass das „innere Verderben die Ursache auch des äußeren Verderbens ist“. Die Hauptursache für Armut und andere Soziale Probleme lag nach Wichern daher im „immer zunehmenden Sittenverderben des Volks, das einzig und allein aus der herrschenden Irreligiösität, der Verachtung des wahren Christentums und dem gottlosen Unglauben entsteht“. Von seinen christlichen, biblisch begründeten Vorstellungen von Ehe und Familie her urteilend sah Wichern denn auch in den zerrütteten Familienverhältnissen des Proletariats eine Ursache des Verderbens.
„Aus diesen Familienverhältnissen (die Eltern haben oft keine Hausstände) geht zuallermeist das Geschlecht der sogenannten verwahrlosten Kinder, deren Zahl sich zu immer mehreren Tausenden steigert, hervor, hier ist die Pflanzschule des faulenden Proletariats, in dessen Behausung zugleich die weibliche Prostitution ihre erste Pflege, die Summe aller Laster und unbändiger Lust ihren Sammelplatz und das zahlreiche Verbrechen seine unmittelbare Vorschule findet.“
Wichern spricht in der Folge konsequenterweise von der „Entartung der untern Volksklassen“. Der Erklärungsansatz für Armut bei Wichern ist also individualisierend: der Einzelne ist verantwortlich für das, was er aus seiner Lage macht. Und andererseits moralisierend: denn wenngleich arm sein an sich noch keine Sünde ist, so ist es doch moralisch verwerflich, sich in dieser Armut auch noch gänzlich sittenwidrig zu benehmen. Dieser Sittenwidrigkeit wollte Wichern mit seinem Rauhen Haus begegnen.
Während Wichern also einerseits im Hinblick auf die soziale Frage den einzelnen verantwortlich machte und seine Kräfte mobilisieren wollte, sah er je länger je mehr auch die Verantwortung der Politik. Er forderte nachdrücklich die „Besserung der politischen Gesetzgebung und der Fürsorge des Staates für die sozialen Verhältnisse des Volkslebens als wesentliche Voraussetzung“ für ein erfolgreiches Wirken der Inneren Mission (1847). Er verlangte ein Eingreifen des Staates in die sozialen Verhältnisse: „Hier eröffnet sich das ganze Gebiet der großen staatswirtschaftlichen Fragen, die sich auf geistige und ökonomische Verhältnisse der Bevölkerung beziehen“. Er forderte die Untersuchung der Ursachen der Massennot und Vorschläge zur Beseitigung der Probleme ein.

#### Aufnahme neuer Kinder
Jedem neuen Kind sagte Wichern zu Beginn:

„Mein Kind, dir ist alles vergeben. Sieh um dich her, in was für ein Haus du aufgenommen bist. Hier ist keine Mauer, kein Graben, kein Riegel, nur mit einer schweren Kette binden wir dich hier, du magst wollen oder nicht, du magst sie zerreißen, wenn du kannst, diese heißt Liebe und ihr Maß ist Geduld. Das bieten wir dir, und was wir fordern, ist zugleich das, wozu wir dir verhelfen wollen, nämlich, dass du deinen Sinn änderst und fortan dankbare Liebe übest gegen Gott und den Menschen!“

Dieser Begrüßungssatz und die anschließende „Reinigung des Knaben“, welche der „notwendigen gänzlichen Umkleidung“ vorausging, erinnert sowohl an ein Aufnahmeritual in einem Kloster, als auch an ein christliches Taufritual und muss als Ausdruck der religiösen Zielsetzungen Wicherns verstanden werden, der sein Wiedergeburtserlebnis (Tod der alten und Geburt einer neuen Identität) mit seinen Zöglingen zu teilen hoffte.
Die individuelle Entwicklung nimmt ihren Ausgang unter „quarantäneähnlichen“ Bedingungen. Alle Neuzugänge mussten als erstes, abgeschottet von allen anderen, das Noviziat durchlaufen. Eine Einrichtung in der Wichern sich in aller Ruhe des Zöglings und seiner Problematik annehmen konnte. Ein Ort erster anamnestischer und diagnostischer Bemühungen. Die Bedingungen des Noviziats waren nach Wichern nötig um, so Wichern selbst: „sittliche Ansteckungen“ zu vermeiden.

#### Familienprinzip
Die Familien waren das Zentrum des Anspruchs der Förderung von Individualität. Das macht folgendes Zitat deutlich, in dem Wichern zuvor von der Notwendigkeit kleiner Gruppen spricht:
„Wenn diese kleineren Kreise in der Hausordnung nicht etwa als Schul- oder Sittenklassen oder Kompanien oder als Arbeitsgruppen bezeichnet, sondern Familien genannt worden sind, so liegt dem wiederum die Überzeugung zu Grunde, dass das Eigentümliche der Familie, soweit dieselbe überhaupt nachgebildet werden kann, gerade darin besteht, dass in ihr … zugleich das individuelle und individuellste Leben … zu seinem vollen Rechte und jedes einzelne Glied der Familie … zu dem vollen Rechte einer persönlichsten, liebenden, fürsorgenden Pflege des inneren und äußeren Lebens gelangen muß.“
Eine Familiengruppe bestand aus dem Erzieher, dem sogenannten Familienvorsteher und maximal zwölf Zöglingen. Insgesamt wurden im Rauhen Haus nicht mehr als zehn Familiengruppen und 120 Zöglinge untergebracht. Nur unter diesen Bedingungen konnte sich die besonders effiziente Kontrolle herstellen, die Wichern selbst wie folgt beschreibt:
„In einem solchen kleineren leicht und vollständig übersehbaren Kinderkreise muss es, wenn auch mit dem Aufgebot aller Kräfte, möglich zu machen sein, jene individualisierende Liebespflege über alle im Haus befindlichen Kinder gleichmäßig auszubreiten und namentlich auch über ein neu aufgenommenes Kind jene geforderte unerläßlich feine, zarte Führung und Beaufsichtigung zur Ausführung zu bringen“.
Gemäß bürgerlicher Familienvorstellungen, auf denen Wichern sein Erziehungskonzept aufbaute, war ihm die Trennung der Familien voneinander sehr wichtig. Daher durfte das Rauhe Haus auch nicht wie bei einer Kaserne oder anderen Fürsorgeeinrichtungen seiner Zeit ein einzelnes großes Haus sein. Wichern wünschte sich vielmehr viele kleine einfache Wohnhäuser:
„Die einzelnen Häuser sind durch kleine Lustgärten, die den Kindern zur Freude dienen sollen, getrennt … Es ist … der größte sittliche Gewinn, welcher teils für die Anstalt, teils für die einzelnen Kinder aus dieser Anlage erwachsen muss, nicht zu verschweigen … die Kinder (bleiben) nun auch mehr in ihren natürlichen Verhältnissen, und das Familienbewusstsein kann auf diese Weise leichter in ihnen erhalten und durchweg in Reinheit wieder in ihnen geadelt werden“.
Die Hoffnung darauf, dass „vornehmlich auch die gegenseitige Erziehung der Kinder gefördert wird“ war ausschlaggebend für Wicherns Interesse an der Förderung der familialen Beziehungskonstellationen der Kleingruppen im Rauhen Haus. Es war das Ziel Wicherns, dass „alles von allen und jeder von jedem beaufsichtigt wird“.

#### Berichtswesen
Wichern führte 1839 einen standardisierten Aufsichtsbericht ein, der 44 von den Erziehern auszufüllende Unterabschnitte enthielt. Jeder Unterabschnitt wies auf die Möglichkeit einer besonderen, zu verhindernden Unordnung hin. Diese Daten waren sowohl geeignet, Auskunft über die spezifische Gruppenstruktur jeder einzelnen Familie bzw. Arbeitsgruppe zu geben, als auch über die individuellen Fort- und Rückschritte sämtlicher Zöglinge und Erzieher in Hinblick auf die Internalisierung bürgerlicher Normen und Werte.
Diese im Laufe der Woche erhobenen Daten wurden zu einem Gegenstand der den Familien zur Pflicht gemachten so genannten Wochengespräche. Hier fand ein pädagogischer Dialog statt. Es war Ziel dieser Gespräche, sowohl nebensächlichste Begebenheiten und unscheinbarste Vergehen, als auch verborgenste Absichten und heimlichste Begehren der Zöglinge in ein ungezwungenes pädagogisches Gespräch zu verwandeln, und damit in die Verfügungs- und Definitionsgewalt des Erziehers zu bringen. Vor allem wurde in den Wochengesprächen in „Erwägung des innern sittlichen Standes und Ganges der Familien“ unter Leitung des Familienvorstehers:
„Alles dasjenige, was diese 12 unter sich erlebt haben, zur Sprache gebracht. Wichtiges und Unwichtiges, Inneres und Äußeres, Erfahrungen bei der Arbeit wie beim Unterricht, Wünsche und Bitten, Gegenwärtiges und Zukünftiges, Hoffnungen und Befürchtungen. Erlebnisse untereinander und mit den Erwachsenen werden hier in bunter Reihe von den Kindern selbst zur Sprache gebracht. Selbstanklagen, Bekenntnisse, Schlichtung von Streitigkeiten, Untersuchungen über Recht und Unrecht bringen alles ans Licht, was bis dahin verborgen gewesen. Der Standpunkt jedes einzelnen wird dabei von selbst offenbar.“
Blieben die Arbeitszeugnisse einzelner Familienmitglieder hinter den gestellten Anforderungen zurück, wurde in den Familiengruppen des Rauhen Hauses ein über das erzwungene Konkurrenzverhältnis vermittelter Kontroll- und Disziplinierungsmechanismus wirksam. Wichern schrieb hierzu:
„Es wird nämlich von der Familie als eine große Schande angesehen, wenn eines ihrer Mitglieder zu den Nichtfleißigen gehört, und von den Kindern, die zu einer Familie gehören, wird unabhängig von aller Einwirkung der Gehülfen, ALLES aufgeboten, und den etwa nur mittelmäßig Fleißigen oder gar den Faulen zum Fleiße zu bewegen. Sie befürchten so sehr die Befleckung des guten Namens ihrer besonderen Familie durch einen trägen Cameraden, dass zum Beispiel bei Übergabe eines neuen Knaben aus dem Noviziat in diese Familie ihm von der Familie mit der Verwarnung und Ermahnung, fleißig und arbeitsam zu sein, entgegen gekommen wird. Ein, namentlich wiederholter, Träger würde von den übrigen Familienmitgliedern wegen seiner Faulheit sehr oft Strafe erlitten haben, wenn nicht Erwachsene als Vermittler dazwischen getreten wären. Und dass es unter unsern Kindern zu einer Schande geworden ist, nicht arbeiten zu wollen, ist doch gewiss ein zu beachtendes Ergebnis der Organisation, und ist ein um so erfreulicheres, als es entschieden in der wechselseitigen Erziehung der Zöglinge wurzelt; denn von den Erwachsenen ist unmittelbar nicht im Mindesten darauf hingewirkt.“

#### Arbeitserziehung
Im Sommer belief sich die tägliche Arbeitszeit im Rauhen Haus auf neuneinhalb und im Winter auf sechseinhalb Stunden. Dazu kamen tägliche Unterrichtszeiten von zwei bzw. drei Stunden. Dass die Arbeit gegenüber dem Unterricht so viel mehr Zeit in Anspruch nahm, lag nicht zuletzt darin begründet, dass Wichern um die ermüdende, und damit subversiven Kräften einhaltgebietende Funktion von mit Konkurrenz und Leistungsdruck einhergehender Arbeit wusste. Diesen Umstand beschreibt er folgendermaßen: „Die Arbeit wurde der erste Ableiter der rohen Kräfte und führte bei den meisten dahin, dass die rohen verwüstenden Kräfte in heilsame verwandelt wurden.“ Denn das Ziel war die Herstellung von „fleißigen, ehrenhaften, treuen, geschickten, stillen, gewissenhaften Arbeitern um das tägliche Brodt“.
Pro Tag wurde dort, in Anwesenheit der Zöglinge, zwei- bis dreimal eine Fleißnote für diesen festgestellt und festgehalten. Die Bewertung geschah in Form eines entweder gar nicht, einmal oder zweimal eingerissenen Zettels, auf dem Namen des Bewerteten und des die Benotung Erteilenden vermerkt wurde. Einmal eingerissen stand für fleißig, zweimal für mittelmäßig und dreimal durchgerissen für träge. Diese Maßnahme war gedacht um Täuschungsversuche von Seiten der Zöglinge zu vermeiden. Dieser Zettel musste in der Familie wieder abgegeben werden, in der sich dann die oben beschriebene Situation auftat. Der, der seinen Zettel verloren hatte, bekam nicht eher wieder etwas zu essen, „bis er das Verlorene wiedergeliefert hat(te), so dass nach keiner Stelle ein Ausweichen aus der Ordnung möglich“ war. Der Erfolg dieser Maßnahmen blieb nicht aus, innerhalb von zehn Monaten wurden von 85 Zöglingen 43084 solche Arbeitszeugnisse ausgestellt. Diese sind aber nicht mehr vorhanden.

#### Verhältnis von Disziplinierung und Individualisierung
Unter Bezugnahme auf das Disziplinverständnis bei Michel Foucault und vor dem Hintergrund einer kritischen Theorie der Gesellschaft (vgl. Karl Marx, Heinz Steinert) analysiert Roland Anhorn das pädagogische Wirken Wicherns. Dieses war demnach ein wohlorganisiertes Handeln, das herrschende bürgerliche Verhältnisse „elegant“ zu reproduzieren imstande war. Eine ähnliche Erörterung des Konzepts findet sich auch bei Ernst Köhler.
Es war demnach die Besonderheit Wicherns, die Bedürfnisse des einzelnen Zöglings zum Dreh- und Angelpunkt seiner eigenen Disziplinierung gemacht zu haben, ihn also – auf Einsicht und Dialog bauend – nützlich gemacht zu haben für fremde Zwecke. Dieser Fähigkeit wegen kann er als einer der ersten modernen Sozialpädagogen bezeichnet werden. Modern in dem Sinne, als er, im Gegensatz beispielsweise zu Francke in Halle, nicht mehr auf körperliche Züchtigung als erstes Mittel zum Zwecke der Anpassung an herrschende gesellschaftliche Verhältnisse setzte (ohne dieses jedoch gänzlich auszuschließen), sondern eben auf das pädagogische Gespräch („Wochengespräch“) und die Einsicht der zu Erziehenden. Sein Konzept steht an der Nahtstelle von (auch brutaler) Fremddisziplinierung bei eben zum Beispiel Francke, der von ihm geforderten Selbstdisziplinierung, hin zur Selbstbestimmung. Alles drei verweist aber auf das vom künftigen Bürger verlangte Funktionieren innerhalb der ihm vorgegebenen Verhältnisse. Als Funktionär derer ist er Herr seines Willens. Das wusste auch Wichern: „Wir schmieden unsere Ketten von inwendig und verschmähen die, so man von außen anlegt“. Selbstdisziplinierung statt Schläge, bei absoluter Beibehaltung der Ziele – das kann demnach als das pädagogische Credo Wicherns gelten.
Als „Interventionslegitimation“ dienten Wichern zahlreiche seine Klientel degradierende Etiketten. Wichern beschrieb die Kinder, die ihm anvertraut werden sollten z. B. folgendermaßen: „Die Masse der Kinder ist der Pol des schlechten, des sittlich versunkenen, des verfaulten Lebens in der Christenheit, die verwilderte Sündenmasse, welche der Rettung bedürftig ist, ohne sie als notwendig erkannt zu haben.“ Und auch über das, was er mit diesen „Verfaulten Leben“ vorhatte, und in wessen Interesse das geschah, machte er deutliche Aussagen: „Die Anstalt trachtet danach, dem Wohle des Staates in Umbildung solcher Personen, welche ihm ohne diese Hilfe wie einen Krebsschaden würden eingewohnt haben, förderlich zu sein, ohne ihm je lästig zu wollen“. Zwar wurden den Kindern, im Gegensatz zu den üblichen damaligen Praktiken (Kaffee sortieren, Pferdehaar zupfen …) in anderen ähnlichen Einrichtungen, eine Ausbildung (zumeist als Bauer oder in einem Handwerk) angeboten, aber die Ordnung selbst, innerhalb dessen das geschah, stand für Wichern niemals zur Debatte. Diese galt vielmehr immer schon als die notwendige Voraussetzung für eine erfolgreiche „Wiedergeburt der Kinder in Christi Namen“. Mögliche Widersprüche von Seiten der Kinder, sei es, dass sie sich auf den Zehn-Stunden-Tag, auf das Herausgerissen werden aus den bisherigen sozialen Beziehungen, auf das ihnen bevorstehende „Schicksal“ als Unterschichts-Bürger bezogen hätten, konnte Wichern demnach nicht zulassen.
Die „Freiheit“ und „Schönheit“, in der seine „krebsschadengleichen“ Zöglinge aufgrund seiner Erziehung aufwuchsen, relativiert sich von einem solchen Hintergrund. Wichern ist nicht bloß Schöpfer eines auch humaneren und freundlicheren Erziehungskonzeptes. Er ist auch ein Pionier in Hinblick auf die Erfindung von, in aktueller Pädagogik nach wie vor angewendeten, Techniken für eine subtilere Disziplinierung von Mitgliedern nachwachsender Generationen.

### Innere Mission
Die Denkschrift Die innere Mission der deutschen evangelischen Kirche, zu der Wichern seine erfolgreiche Stegreifrede auf dem Wittenberger Kirchentag 1848 ausarbeitete, gilt als „authentische zusamenfassende Darstellung seines Verständnisses von Innerer Mission.“ Der Aufbau ist dreiteilig.
Der erste Teil wendet sich gegen das Missverständnis, dass Innere Mission eine Bezeichnung für die altbekannte christliche Armenfürsorge sei. Sie habe eine umfassendere Zielsetzung: die „Massen in der Christenheit innerlich und äußerlich [zu] erneuern“, welche in Sünde und Verderben leben und von der Amtskirche nicht erreicht werden. Das dahinter stehende, Wichern kennzeichnende Geschichtsbild tritt in anderen Schriften deutlicher hervor und lässt sich so zusammenfassen: Die Staatskirche Konstantins und die Missionierung der Germanen und Slawen erreichten die Masse der Bevölkerung nicht. Die Reformation beanspruchte zwar, das Volksleben christlich zu durchdringen, ihr Erfolg war aber begrenzt. Der Pietismus gab die Gesellschaft als ganzes preis und wandte sich der Innerlichkeit der einzelnen Personen zu. Wicherns Innere Mission knüpft darum an die Reformatoren an und strebt die christliche Umgestaltung des gesamten politischen, kirchlichen, sozialen und kulturellen Lebens der Nation an.
Um effektiv arbeiten zu können, müssen die Unterstützer der Inneren Mission sich über die Grundlagen einig sein: Familie, Staat und Kirche gelten der Inneren Mission „unbedingt als göttliche, ineinander wirkende Stiftungen, welche von ihr heilig gehalten werden und welchen sie sich einordnet.“ Dem Staat diene sie uneigennützig und bringe ihn so dazu, anzuerkennen, „daß auch seine letzten Lebensquellen in Christo und nirgends anderswo zu suchen sind.“
Der zweite Teil stellt die Aufgaben der Inneren Mission auf staatlichem, kirchlichem, „allgemein-sittlichem“ und sozialem Gebiet dar.
- Die Innere Mission bekämpfe die Revolution mit den Mitteln der „politischen Presse und Rede,“ überzeugt, dass das Christentum der rechte „Grund des Volksheils“ sei.[69] Sie engagiere sich bei der Gefängnisreform und setze sich für die Integration entlassener Straftäter in die Gesellschaft ein.
- Auf kirchlichem Gebiet sei das Ziel, „daß zuletzt im Umkreis der evangelischen Kirche kein Glied derselben mehr sei, das nicht das lautere Wort Gottes … hörte“, auch ohne von sich aus die Gelegenheit dazu zu suchen.[70] Die innere Mission fördere deshalb Bibelverbreitung, Bibelstunden und ein Angebot günstiger christlicher Bücher und Traktate.
- Das deutsche Volk, das sich Wichern als Organismus vorstellte, werde durch dreierlei vergiftet: „der Prostitution, der Entartung der Leselust [d. h. Lektüre schlechter Volksliteratur] und der Trunksucht.“[71]
- Auf sozialem Gebiet wünschte Wichern zwecks Überwindung des Kommunismus die Stärkung der Familien, bessere Arbeitsverhältnisse und die Möglichkeit für Arbeiter, Eigentum zu bilden.[72]

Im dritten, organisatorischen Teil der Programmschrift ging es Wichern darum, den kirchlichen Charakter der Inneren Mission darzustellen. Sie werde von engagierten Gemeindegliedern getragen, die sich vereinsmäßig organisierten. Von der Pfarrerschaft wünschte er Bewegungsfreiheit für diese engagierten Laien. Die einzelnen Vereine der inneren Mission könnten miteinander kooperieren, aber auch mit ähnlichen Vereinen anderer Konfessionen und mit staatlichen Stellen.

### Volkskirche und Volksmission bei Wichern
Für Wichern gehörten Glaube an Gott und Nächstenliebe, Mission und Diakonie, Erneuerung der Kirche und Erneuerung der gesellschaftlichen Verhältnisse, zusammen. Das Wort Gottes, das Evangelium von Jesus Christus, der Ruf zum Glauben waren für ihn Quelle der Kraft und der Rettung der Menschen. Es lag ihm an freier, volksmissionarischer Wortverkündigung. Er arbeitete für eine evangelische Kirche, in der im Sinne des biblischen „allgemeinen Priestertums“ der Gläubigen aus Hörern des Wortes auch Prediger und Täter des Wortes werden, so dass sich auch die Untätigkeit angesichts des Elends der Armen in tatkräftige Hilfe verwandelt. Das Christentum sollte wieder zur prägenden Kraft in den Familien, Schulen und Betrieben werden. Wichern forderte eine kirchliche Verkündigung, die nicht nur die rechte Lehre (lutherisch oder reformiert) vermittelt, sondern ein Glaubenszeugnis ist. Prediger sollten nicht nur wissenschaftlich ausgebildet, sondern auch „mit Geist und Feuer“ getauft sein. Dazu sollten vermehrt Prädikanten („Laienprediger“) herangebildet und berufen werden. Er dachte auch an den Einsatz von Evangelisten an Orten außerhalb der Kirchengebäude, auf Straßen und Plätzen, in Scheunen und Theatern. Er bemängelte, dass viele fähige Leute in ferne Länder zur „Heidenmission“ gesandt würden, während doch auch in deutschen Landen Missionsarbeit und Evangelisation nötig seien.
Wichern übte Kritik an der herrschenden Praxis der Konfirmation: er nannte die „religiöse Verwahrlosung der meisten Elternhäuser“ beim Namen, die Unaufrichtigkeit der Gelübde, das Desinteresse am Eintritt in die Abendmahlsgemeinschaft der christlichen Gemeinde; er sah und sagte, dass die Konfirmation von den meisten Heranwachsenden und ihren Eltern als Abschluss der Kindheit und Übergang zu ungebundenem Erwachsensein betrachtet werde. Er schlug vor, den kirchlichen Unterricht mit abschließender „Einsegnung“ zu erhalten, aber das öffentliche Glaubensbekenntnis und das Gelübde als Voraussetzung der Zulassung zum Heiligen Abendmahl davon zu trennen und solchen vorzubehalten, denen es mit dem christlichen Glauben und Leben ernst ist.

## Rezeption

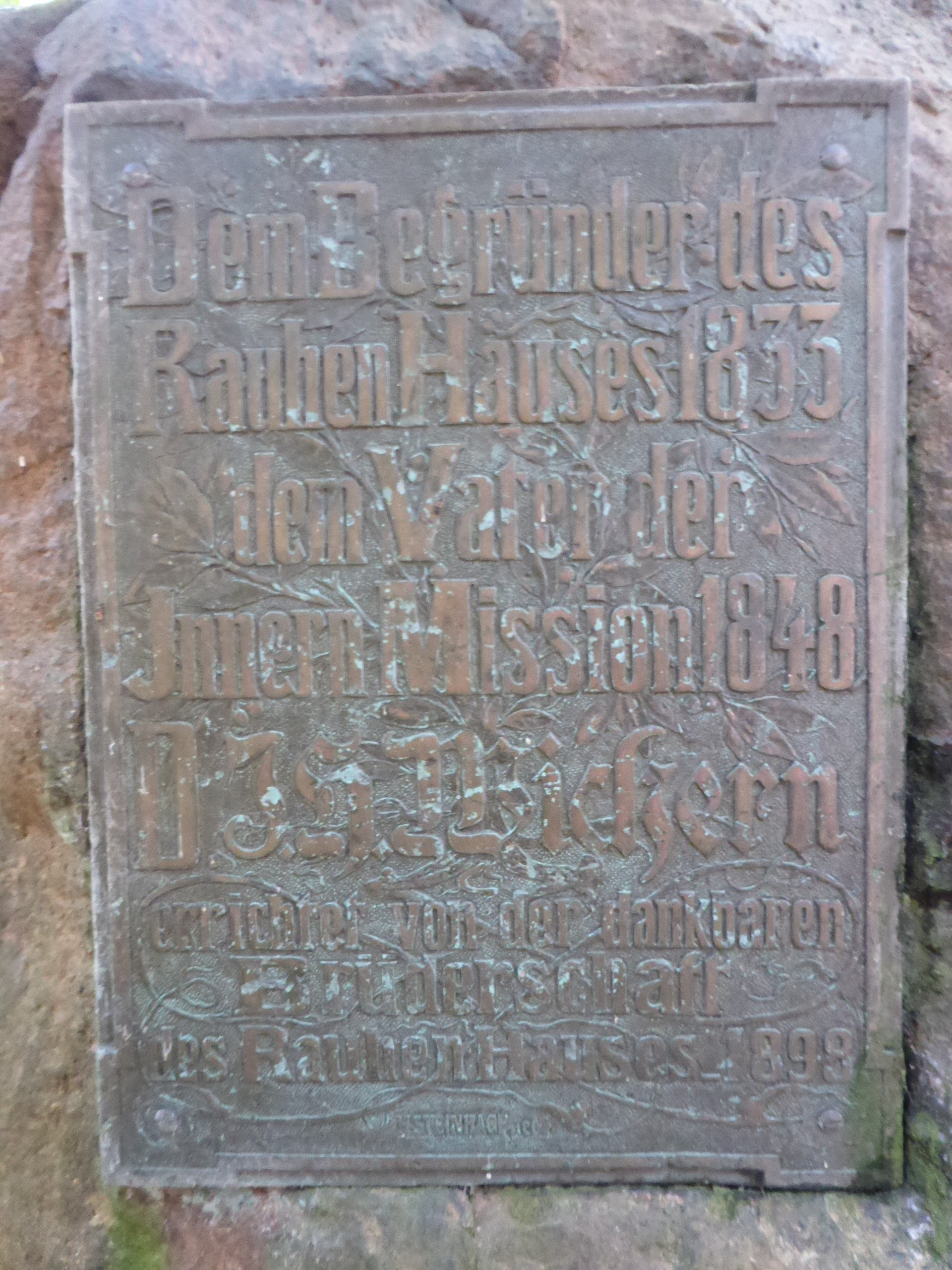
„Dem Begründer des Rauhen Hauses 1833 dem Vater der Innern Mission 1848 D. J. H. Wichern errichtet von der dankbaren Brüderschaft des Rauhen Hauses 1898“ (Schrifttafel auf dem Wichernstein)

Das Rauhe Haus befand sich im ausgehenden 19. Jahrhundert in schwierigen wirtschaftlichen Verhältnissen, die bis zum Zweiten Weltkrieg krisenhaft blieben. Um die Finanzlage der Einrichtung zu stabilisieren, wurde die Spendenwerbung professionalisiert. In diesem Zusammenhang ließ sich der 100. Geburtstag Johann Hinrich Wicherns und das 75-jährige Jubiläum des Rauhen Hauses, beides im Jahr 1908, gut nutzen. Zunehmend wurde die Person Wicherns idealisiert und verehrt.

### Wichern als Namensgeber

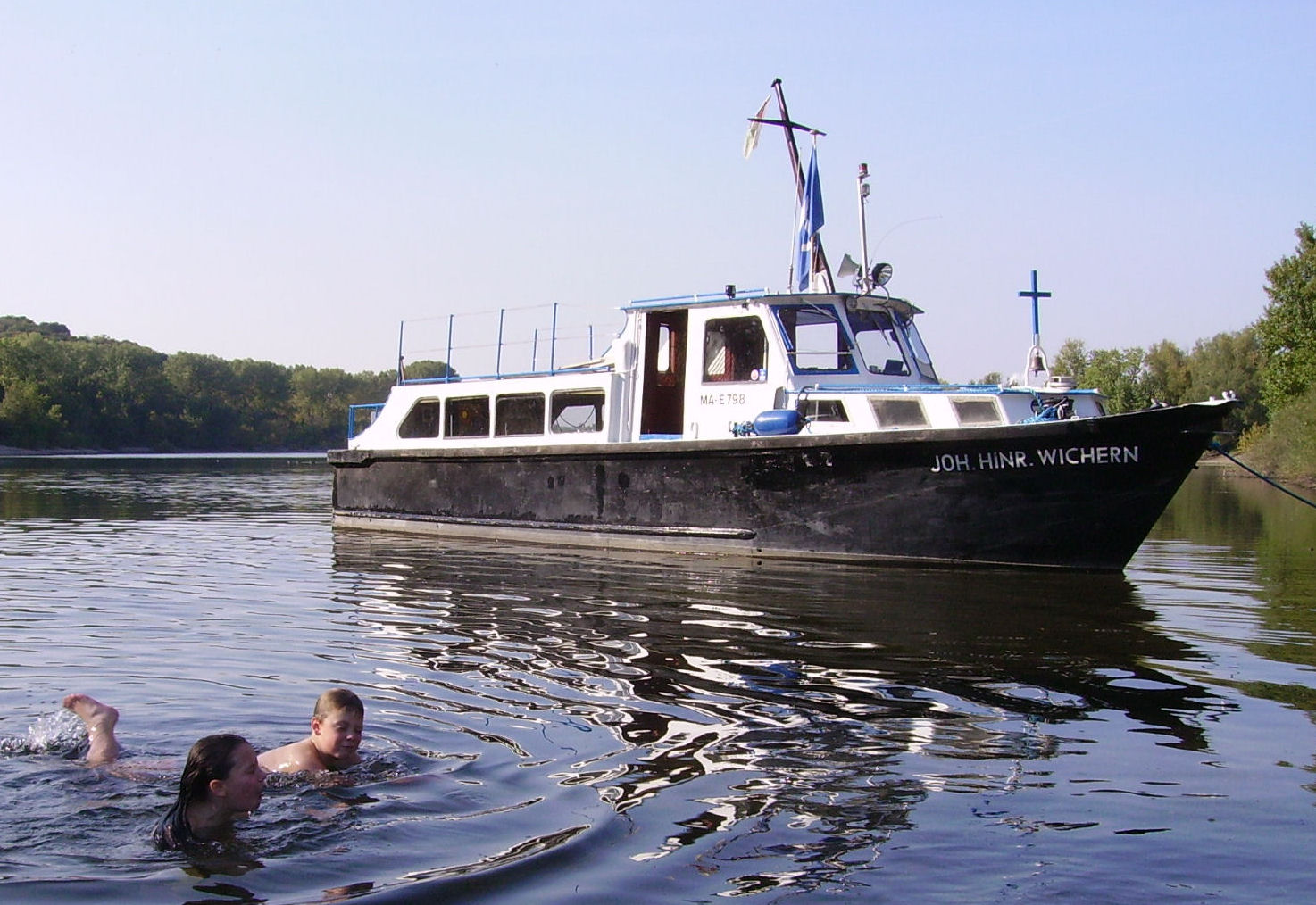
Das Mannheimer Seelsorgeschiff Johann Hinrich Wichern

- Verschiedene Wichernkirchen tragen seinen Namen.
- Nach ihm sind Wichernhäuser benannt, wie das Wichernhaus (Altdorf) und das Wichernhaus (Cottbus), sowie mehrere Schulen.
- In Hamburg-Hamm, Oldenburg (Oldenburg), Radebeul bei Dresden, in den Berliner Ortsteilen Hakenfelde und Dahlem und in weiteren Städten Deutschlands sind Straßen nach Wichern benannt.
- Nach ihm ist auch der Wichern Verlag benannt.
- Im Hafen Mannheim wurde zu seinen Ehren, er war auch Initiator der 1870 gegründeten Binnenschiffer-Seelsorge[75], das diesem Zweck dienende 12-Tonnen-Schiff nach Wichern benannt. In den Duisburg-Ruhrorter Häfen bezeichnet der Evangelische Binnenschifferdienst und die Deutsche Seemannsmission gleichfalls ein Kirchenboot mit seinem Namen. Auch in Berlin ist ein Kirchenboot im Einsatz, welches auf Wichern Bezug nimmt.

### Weitere Ehrungen
- Die 30-Pfennig-Briefmarke des 1949 herausgegebenen ersten Satzes von Wohlfahrtsmarken in der Bundesrepublik Deutschland (als Auftakt zur Briefmarkenserie „Helfer der Menschheit“) zeigt Johann Hinrich Wichern. Anlässlich seines 200. Geburtstages ehrte ihn die Deutsche Post 2008 mit einer weiteren Briefmarke.
- Seit 1991 verleiht das Diakonische Werk Berlin-Brandenburg-schlesische Oberlausitz die Johann-Hinrich-Wichern-Plakette, die 1988 von der Staatlichen Porzellanmanufaktur Meißen entworfen und gefertigt wurde, als höchste Auszeichnung. Sie steht für das Eintreten Wicherns für die soziale Verantwortung der Kirche, welche letztlich 1848 zur Gründung der Inneren Mission führte.[76]
- Die Evangelische Kirche in Deutschland hat mit dem 7. April einen Gedenktag für Wichern im Evangelischen Namenkalender eingerichtet.[77]

## Publikationen
- Gesammelte Schriften. Hrsg. von Johannes Wichern und Friedrich Mahling. 6 Bde. Hamburg 1901–1908:
  - Bd. 1 (1901): Briefe und Tagebuchblätter. 1848.
  - Bd. 2 (1901): Briefe und Tagebuchblätter. 1849–1857.
  - Bd. 3 (1902): Prinzipielles zur inneren Mission. Die wichtigsten Aufsätze, Vorträge und Abhandlungen über Fragen und Aufgaben der Inneren Mission.
  - Bd. 4 (1905): Zur Gefängnisreform. Reden, Denkschriften und Gutachten.
  - Bd. 5 (1908): Das Rauhe Haus.
  - Bd. 6 (1908): Aufsätze über Rettungsanstalten aus dem Jahre 1833. Rettungsanstalten für Kinder im deutschen Sprachgebiet.
- Sämtliche Werke. Hrsg. von Peter Meinhold (Bände 1–8) und Günther Brakelmann (Bände 9–10), zehn Bände; Berlin, Hamburg, Hannover 1958–1988:
  - Bd. I (1962): Die Kirche und ihr soziales Handeln (Grundsätzliches und Allgemeines).
  - Bd. II (1965): Die Kirche und ihr soziales Handeln (Grundsätzliches und Allgemeines).
  - Bd. III, Tl. 1 (1968): Die Kirche und ihr soziales Handeln (Grundsätzliches, Allgemeines, Praktisches).
  - Bd. III, Tl. 2 (1969): Die Kirche und ihr soziales Handeln (Grundsätzliches, Allgemeines, Praktisches).
  - Bd. IV, Tl. 1 (1958): Schriften zur Sozialpädagogik (Rauhes Haus und Johannesstift).
  - Bd. IV, Tl. 2 (1959): Schriften zur Sozialpädagogik (Rauhes Haus und Johannesstift).
  - Bd. V (1971): Kleinere Aufsätze – Buchbesprechungen – Nachrufe – Nachträge.
  - Bd. VI (1973): Die Schriften zur Gefängnisreform.
  - Bd. VII (1975): Die Schriften zur Pädagogik.
  - Bd. VIII (1980): Der Briefwechsel (zur Brüdergeschichte).
  - Bd. IX (1988): Der Briefwechsel mit Externen.
  - Bd. X (1988): Register. – Konkordanz: Martin Michel: Wichern-Konkordanz. Eine Konkordanz zur Ausgabe.
- Die Ursachen der so vielfach erfolglosen Bemühungen in der heutigen Kindererziehung : ein Vortrag, gehalten zu Berlin am 9. Februar 1863. (online bei der Universitäts- und Landesbibliothek Düsseldorf).
- Die innere Mission der deutschen evangelischen Kirche. Eine Denkschrift an die deutsche Nation. 3. Auflage. Agentur des Rauhen Hauses, Hamburg 1889 (online auf archive.org).

### Lexikonartikel
- Jochen-Christoph Kaiser: Wichern, Johann Hinrich. In: Religion in Geschichte und Gegenwart (RGG). 4. Auflage. Band 8, Mohr-Siebeck, Tübingen 2005, Sp. 1511–1514.
- Volker Herrmann: Wichern, Johann Hinrich. In: Theologische Realenzyklopädie (TRE). Band 35, de Gruyter, Berlin / New York 2003, ISBN 3-11-017781-1, S. 733–739.
- Iris Groschek: Wichern, Johann Hinrich. In: Franklin Kopitzsch, Dirk Brietzke (Hrsg.): Hamburgische Biografie. Band 1. Christians, Hamburg 2001, ISBN 3-7672-1364-8, S. 345–346.
- Ferdinand Sander: Wichern, Johann Hinrich. In: Allgemeine Deutsche Biographie (ADB). Band 42, Duncker & Humblot, Leipzig 1897, S. 775–780.
- Werner Raupp: WICHERN, Johann Hinrich. In: Biographisch-Bibliographisches Kirchenlexikon (BBKL). Band 15, Bautz, Herzberg 1999, ISBN 3-88309-077-8, Sp. 1473–1503 (Artikel/Artikelanfang im Internet-Archive am 2007-06-09).
- Volker Krolzik: Wichern, Johann Hinrich (1808–1881). In: Evangelisches Lexikon für Theologie und Gemeinde. Band 3. Brockhaus, Wuppertal/Zürich 1994, ISBN 3-417-24643-1. S. 2160–2161.

### Wichern-Biografien
- Uwe Birnstein: Johann Hinrich Wichern: Wie der fromme Erzieher Kinder und Kirche retten wollte. 3. Auflage. Wichern-Verlag, Berlin 2018, ISBN 978-3-88981-437-1.
- Martin Gerhardt: Johann Hinrich Wichern: ein Lebensbild. 3 Bände. Agentur des Rauhen Hauses, Hamburg 1927–1931 (erste Biografie Wicherns mit wissenschaftlichem Abspruch)
- Hansjörg Martin: Ein Menschenfischer. Johann Hinrich Wichern, sein Leben, Wirken und seine Zeit. Agentur des Rauhen Hauses, Hamburg 1981, ISBN 3-7600-0336-2.
- Hans Steinacker, Oskar Schnetter (Hrsg.): Johann Hinrich Wichern. Ein Menschenfischer aus Passion. Hänssler, Neuhausen 1998, ISBN 3-7751-2834-4.
- Dietrich Sattler: Anwalt der Armen – Missionar der Kirche. Agentur des Rauhen Hauses, Hamburg 2007, ISBN 978-3-7600-1197-4.
- Sigrid Schambach: Johann Hinrich Wichern. Ellert & Richter, Hamburg 2008, ISBN 3-8319-0298-4.

### Monografien
- Jürgen Albert: Christentum und Handlungsform bei Johann Hinrich Wichern (1808–1881). HVA, Heidelberg 1997, ISBN 3-8253-7057-7.
- Roland Anhorn: Sozialstruktur und Disziplinarindividuum. Zu Johann Hinrich Wicherns Fürsorge- und Erziehungskonzeption des Rauhen Hauses. Hänsel-Hohenhausen, Egelsbach bei Frankfurt am Main 1992, ISBN 3-89349-409-X.
- Volker Herrmann, Jürgen Gohde, Heinz Schmidt (Hrsg.): Johann Hinrich Wichern – Erbe und Auftrag. Stand und Perspektiven der Forschung (= Veröffentlichungen des Diakoniewissenschaftlichen Instituts an der Universität Heidelberg, Band 30). Universitätsverlag Winter, Heidelberg 2007.
- Bettina Lindmeier: Die Pädagogik des Rauhen Hauses. Zu den Anfängen der Erziehung schwieriger Kinder bei Johann Hinrich Wichern. Klinkhardt, Bad Heilbrunn 1998, ISBN 3-7815-0935-4.
- Martin Pörksen: Johann Hinrich Wichern und die sozialen Fragen. Sehrohr Verlag, Rendsburg 1932 (zugl. Dissertation Universität Kiel).
- Jens Schild: Wichern als Innovator – Diakonie als Gabenökonomie. Entrepreneurship in der Gründung und dem Aufbau des Rauhen Hauses. LIT-Verlag, Münster 2021, ISBN 978-3-643-14554-3. (zugl. Dissertation Kirchliche Hochschule Wuppertal/Bethel)
- Stephan Sturm: Sozialstaat und christlich-sozialer Gedanke. Johann Hinrich Wicherns Sozialtheologie und ihre neuere Rezeption in systemtheoretischer Perspektive. Kohlhammer, Stuttgart 2007, ISBN 978-3-17-016879-4.
- Gerhard Wehr: Herausforderung der Liebe. Johann Hinrich Wichern und die Innere Mission. Linea, Bad Wildbad 2007, ISBN 978-3-939075-12-7.

### Artikel
- Roland Anhorn: „…wir schmieden alle unsere Ketten von inwendig und verschmähen die, so man von außen anlegt.“ – Johann Hinrich Wichems Sozialpädagogik des Rauhen Hauses und die Macht der Individualisierung. In: Roland Anhorn, Frank Bettinger, Johannes Stehr (Hrsg.): Foucaults Machtanalytik und soziale Arbeit: Eine kritische Einführung und Bestandsaufnahme. VS, Wiesbaden 2007, S. 321–343.
- Kirstin Bromberg: Besuch von Wichern. Eine qualitative Dokumentenanalyse zu „Hamburgs wahres und geheimes Volksleben“. In: Kirstin Bromberg, Walburga Hoff, Ingrid Miethe (Hrsg.): Forschungstraditionen der Sozialen Arbeit: Materialien, Zugänge, Methoden (= Rekonstruktive Forschung in der Sozialen Arbeit, Band 1). Verlag Barbara Budrich, Opladen 2013, S. 37–52.
- Martin Ohst: Johann Hinrich Wichern: Versuch einer kirchengeschichtlichen Einordnung. In: Pietismus und Neuzeit, Band 25 (1999), S. 158–181.
- Helmut Talazko: Johann Hinrich Wichern. In: Martin Greschat (Hrsg.): Gestalten der Kirchengeschichte. Band 9,2. Kohlhammer, Stuttgart/Berlin/Köln/Mainz 1985, S. 44–63. ISBN 3-17-008823-8